# Jiertájávrre
Jiertájávrre, enligt tidigare ortografi Jiertajaure, är en sjö i Jokkmokks kommun i Lappland och ingår i Luleälvens huvudavrinningsområde. Sjön är 35 meter djup, har en yta på 2,58 kvadratkilometer och är belägen 418 meter över havet. Sjön avvattnas av vattendraget Luleälven (Stora Luleälven).
Den södra delen av sjön ligger i Stora Sjöfallets nationalpark.

## Delavrinningsområde
Jiertájávrre ingår i det delavrinningsområde (749069-160023) som SMHI kallar för Utloppet av Jiertajaure. Medelhöjden är 740 meter över havet och ytan är 35,49 kvadratkilometer. Räknas de 224 avrinningsområdena uppströms in blir den ackumulerade arean 4 929,71 kvadratkilometer. Avrinningsområdets utflöde Luleälven (Stora Luleälven) mynnar i havet. Avrinningsområdet består mestadels av skog (32 procent) och kalfjäll (57 procent). Avrinningsområdet har 3,05 kvadratkilometer vattenytor vilket ger det en sjöprocent på 8,6 procent.